# BrowserChoice.eu
BrowserChoice.eu war eine von 2009 bis 2014 durch Microsoft betriebene Website, die es Benutzern von Windows erleichtern sollte, einen alternativen Webbrowser auszuwählen.

## Geschichte
Sie wurde infolge eines Gerichtsverfahrens mit der EU im Dezember 2009 eingerichtet und sollte 5 Jahre lang unterhalten werden. So sollte der Markt, der nach Ansicht der EU durch die Marktmacht von Microsoft Windows zu Gunsten des damit gebündelten Internet Explorer verzerrt sei, wiederhergestellt werden.
Ursprünglich war geplant, ab dem 17. März 2010 durch Windows-Update einen Patch auszuliefern, der den Download eines Browsers nach Wahl über ein Dialogfenster ermöglicht und dessen Einrichtung als Standardbrowser vorsieht. Der Internet Explorer wird in diesem Falle nur wieder aktiviert. Der Patch wurde seit dem 8. März 2010 auf Computern ausgeliefert, bei denen die Regionaleinstellungen eingestellt waren auf ein Land in der EU, der EFTA oder Kroatien, das zu diesem Zeitpunkt noch nicht in der EU war. War der Internet Explorer als Standardbrowser eingerichtet, wurde das beschriebene Auswahlfenster präsentiert.
Nach Ablauf der Fünfjahresfrist wurde am 18. Dezember 2014 der ursprüngliche Inhalt der Seite durch einen Hinweistext ersetzt. Dieser besagte, dass die Auflagen der Europäischen Kommission nicht mehr gültig seien, dass Microsoft die Seite daher nicht mehr unterhalte und dass der Benutzer sich auf den jeweiligen Seiten der Anbieter direkt informieren möge.
Inzwischen wurde die Website komplett abgeschaltet, sie ist also unter der Domain browserchoice.eu nicht mehr erreichbar.

## Inhalt
Auf der Website standen insgesamt elf Browser zur Auswahl. Die Anordnung der Browser auf der Seite war zunächst alphabetisch geplant, nach Kritik wurde ein Zufallssystem mit zwei Gruppen genutzt. Die erste Gruppe, die bei Aufruf der Seite komplett nebeneinander angezeigt wurde, umfasste in zufälliger Reihenfolge die fünf Browser Google Chrome, Internet Explorer, Mozilla Firefox, Opera und Apple Safari. Scrollte man nach rechts, erschienen die weniger bekannten anderen sechs in ebenfalls zufälliger Reihenfolge.
Die in der ursprünglichen Fassung von BrowserChoice.eu enthaltenen Browser GreenBrowser und Sleipnir wurden im August 2010 durch Lunascape und den auf Chromium basierenden Browser SRWare Iron ersetzt. Mitte 2011 wurden die Browser Flock, da dessen Weiterentwicklung eingestellt wurde, und SlimBrowser aus der Liste entfernt. Im Gegenzug wurde Sleipnir bis Februar 2012 wieder in die Auswahl aufgenommen. Gleichzeitig wurden zwei Abspaltungen (Forks) von Google Chrome namens Comodo Dragon und Rockmelt hinzugefügt und damit die Anzahl der weniger bekannten Browser wieder auf sieben erhöht. Im August 2012 entfiel Safari, da die neue Version 6 nicht mehr für Windows veröffentlicht wurde, dafür wurde SlimBrowser wieder in die Auswahl aufgenommen.